# Тороп, Каарел
Каарел Тороп (эст. Kaarel Torop; 20 сентября 1992, Тарту) — эстонский футболист, полузащитник.

## Биография
Воспитанник клуба «Таммека» (Тарту). С 2008 года стал играть на взрослом уровне за третий и второй составы «Таммеки» в низших лигах Эстонии. В высшей лиге Эстонии дебютировал 14 марта 2009 года в матче против «Тулевика». В юношеском возрасте несколько раз ездил на просмотр в Германию, в клубы «Гройтер Фюрт» и «Вердер».
В начале 2012 года перешёл в таллинскую «Флору», где сыграл только два матча. Стал обладателем Суперкубка Эстонии 2012 года, в матче остался запасным. Во второй половине 2012 года играл на правах аренды за «Вильянди». В 2013 году вернулся в «Таммеку», затем более двух лет нигде не выступал. В 2016 году присоединился к любительской команде «Велко» (Тарту), с которой поднялся из третьего дивизиона Эстонии во второй, по окончании сезона 2017 года завершил карьеру.
Всего в высшем дивизионе Эстонии сыграл 92 матча и забил 7 голов.
Выступал за сборные Эстонии младших возрастов, провёл более 20 матчей. В составе молодёжной сборной — участник Кубка Содружества 2012 года (5 матчей).